# Космос-2400
Космос-2400 је један од преко 2400 совјетских вјештачких сателита лансираних у оквиру програма Космос.
Космос-2400 је лансиран са космодрома Плесецк, Русија, 19. августа 2003. Ракета-носач Космос је поставила сателит у орбиту око планете Земље. 